# ساب ۳۶
ساب ۳۶ (به انگلیسی: Saab 36) یک هواگرد ساختِ کارخانهٔ گروه ساب در کشور سوئد است.